# Galun
Galun – bezludna wyspa w Chorwacji, na Morzu Adriatyckim, w środkowej części zatoki Kvarnerić, część archipelagu Kvarneru.
Leży u wybrzeży wyspy Krk, naprzeciwko Starej Baški. Jest zbudowana z wapienia. Długość linii brzegowej wynosi 1,3 km. Najwyższy punkt wyspy znajduje się na wysokości 9 m n.p.m. Jest wykorzystywana do wypasu owiec. Funkcjonuje na niej latarnia morska.